# Сътресение
„Сътресение“ е български игрален филм (драма, моноспектакъл) от 2008 година, по сценарий и режисура на Мариус Куркински. Оператор е Красимир Стоичков. Създаден е по на разказите „Сътресение“, „Страх“ и „Засукан свят“ на Николай Хайтов. Музиката във филма е композирана от Емилиян Гацов.

## Актьорски състав
Роли във филма изпълняват актьорите:
- Мариус Куркински